# Draft NBA 2006
Il Draft NBA 2006 si è svolto il 28 giugno 2006 al Madison Square Garden di New York. Il primo giocatore ad essere stato scelto è Andrea Bargnani. Fino a quel momento, nessun europeo era mai stato selezionato come prima scelta assoluta in NBA.

## Giocatori scelti al 1º giro
|   | Indica un giocatore che è stato selezionato per almeno un All-Star Game ed è inserito in un All-NBA Team |
|   | Indica un giocatore che è stato selezionato per almeno un All-Star Game                                  |
| * | Indica il giocatore che ha vinto il titolo di Rookie of the Year                                         |
|   | Indica un giocatore che non ha mai giocato una partita in NBA                                            |

| Scelta | Giocatore             | Nazionalità              | Squadra NBA                                | Scuola/ex squadra               |
| ------ | --------------------- | ------------------------ | ------------------------------------------ | ------------------------------- |
| 1      | Andrea Bargnani (FC)  | Italia                   | Toronto Raptors                            | Benetton Treviso (Italia)       |
| 2      | LaMarcus Aldridge (F) | Stati Uniti              | Chicago Bulls (ceduto a Portland)          | Texas                           |
| 3      | Adam Morrison (GF)    | Stati Uniti              | Charlotte Bobcats                          | Gonzaga University              |
| 4      | Tyrus Thomas (F)      | Stati Uniti              | Portland Trail Blazers (ceduto a Chicago)  | Louisiana State                 |
| 5      | Shelden Williams (FC) | Stati Uniti              | Atlanta Hawks                              | Duke                            |
| 6      | Brandon Roy * (G)     | Stati Uniti              | Minnesota Timberwolves (ceduto a Portland) | Washington                      |
| 7      | Randy Foye (G)        | Stati Uniti              | Boston Celtics (ceduto a Minnesota)        | Villanova                       |
| 8      | Rudy Gay (F)          | Stati Uniti              | Houston Rockets (ceduto a Memphis)         | Connecticut                     |
| 9      | Patrick O'Bryant (C)  | Stati Uniti              | Golden State Warriors                      | Bradley                         |
| 10     | Saer Sene (C)         | Senegal                  | Seattle SuperSonics                        | RBC Verviers-Pepinster (Belgio) |
| 11     | J.J. Redick (G)       | Stati Uniti              | Orlando Magic                              | Duke                            |
| 12     | Hilton Armstrong (C)  | Stati Uniti              | New Orleans Hornets                        | Connecticut                     |
| 13     | Thabo Sefolosha (G)   | Svizzera                 | Philadelphia 76ers (ceduto a Chicago)      | Angelico Biella (Italia)        |
| 14     | Ronnie Brewer (G)     | Stati Uniti              | Utah Jazz                                  | Arkansas                        |
| 15     | Cedric Simmons (F)    | Stati Uniti              | New Orleans Hornets                        | North Carolina State            |
| 16     | Rodney Carney (F)     | Stati Uniti              | Chicago Bulls (ceduto a Philadelphia)      | Memphis                         |
| 17     | Shawne Williams (F)   | Stati Uniti              | Indiana Pacers                             | Memphis                         |
| 18     | Oleksij Pečerov (FC)  | Ucraina                  | Washington Wizards                         | Paris Basket Racing (Francia)   |
| 19     | Quincy Douby (G)      | Stati Uniti              | Sacramento Kings                           | Rutgers                         |
| 20     | Renaldo Balkman (F)   | Stati Uniti / Porto Rico | New York Knicks                            | South Carolina                  |
| 21     | Rajon Rondo (G)       | Stati Uniti              | Phoenix Suns (ceduto a Boston)             | Kentucky                        |
| 22     | Marcus Williams (G)   | Stati Uniti              | New Jersey Nets                            | Connecticut                     |
| 23     | Josh Boone (F)        | Stati Uniti              | New Jersey Nets                            | Connecticut                     |
| 24     | Kyle Lowry (G)        | Stati Uniti              | Memphis Grizzlies                          | Villanova                       |
| 25     | Shannon Brown (G)     | Stati Uniti              | Cleveland Cavaliers                        | Michigan State                  |
| 26     | Jordan Farmar (G)     | Stati Uniti              | Los Angeles Lakers                         | UCLA                            |
| 27     | Sergio Rodríguez (G)  | Spagna                   | Phoenix Suns (ceduto a Portland)           | Estudiantes Madrid (Spagna)     |
| 28     | Maurice Ager (G)      | Stati Uniti              | Dallas Mavericks                           | Michigan State                  |
| 29     | Mardy Collins (G)     | Stati Uniti              | New York Knicks                            | Temple                          |
| 30     | Joel Freeland (F)     | Regno Unito              | Portland Trail Blazers                     | CB Gran Canaria (Spagna)        |

## Giocatori scelti al 2º giro
| Scelta | Giocatore                 | Nazionalità          | Squadra NBA                                      | Scuola/ex squadra                  |
| ------ | ------------------------- | -------------------- | ------------------------------------------------ | ---------------------------------- |
| 31     | James White (G)           | Stati Uniti          | Portland Trail Blazers (ceduto a Indiana)        | Cincinnati                         |
| 32     | Steve Novak (SF)          | Stati Uniti          | New York Knicks (ceduto a Houston)               | Marquette                          |
| 33     | Solomon Jones (C)         | Stati Uniti          | Atlanta Hawks                                    | South Florida                      |
| 34     | Paul Davis (C)            | Stati Uniti          | Charlotte Bobcats (ceduto ai L.A. Clippers)      | Michigan State                     |
| 35     | P.J. Tucker (SF)          | Stati Uniti          | Toronto Raptors                                  | Texas                              |
| 36     | Craig Smith (PF)          | Stati Uniti          | Boston Celtics (ceduto a Minnesota)              | Boston College                     |
| 37     | Bobby Jones (SF)          | Stati Uniti          | Minnesota Timberwolves (ceduto a Philadelphia)   | Washington                         |
| 38     | Kosta Perović (C)         | Serbia               | Golden State Warriors                            | Partizan Belgrado (Serbia)         |
| 39     | David Noel (SF)           | Stati Uniti          | Houston Rockets (ceduto a Milwaukee)             | North Carolina                     |
| 40     | Denham Brown (SG)         | Canada               | Seattle SuperSonics                              | Connecticut                        |
| 41     | James Augustine (PF)      | Stati Uniti          | Orlando Magic                                    | Illinois                           |
| 42     | Daniel Gibson (PG)        | Stati Uniti          | Philadelphia 76ers (ceduto a Cleveland)          | Texas                              |
| 43     | Marquinhos (SF)           | Brasile              | New Orleans Hornets                              | Objectivo São Carlos (Brasile)     |
| 44     | Lior Eliyahu (PF)         | Israele              | Orlando Magic (ceduto a Houston via Milwaukee)   | Hapoel Galil Elyon (Israele)       |
| 45     | Alexander Johnson (PF)    | Stati Uniti          | Indiana Pacers (ceduto a Memphis via Portland)   | Florida State                      |
| 46     | Dee Brown (PG)            | Stati Uniti          | Chicago Bulls (ceduto a Utah)                    | Illinois                           |
| 47     | Paul Millsap (PF)         | Stati Uniti          | Utah Jazz                                        | Louisiana Tech                     |
| 48     | Uladzimir Verameenka (PF) | Bielorussia          | Washington Wizards                               | Dinamo San Pietroburgo (Russia)    |
| 49     | Leon Powe (PF)            | Stati Uniti          | Denver Nuggets (ceduto a Boston)                 | California                         |
| 50     | Ryan Hollins (C)          | Stati Uniti          | Sacramento Kings (ceduto a Charlotte)            | UCLA                               |
| 51     | Cheikh Samb (C)           | Senegal              | Los Angeles Lakers (ceduto a Detroit)            | WTC Cornellà (Spagna)              |
| 52     | Guillermo Díaz (SG)       | Porto Rico           | Los Angeles Clippers                             | Miami (FL)                         |
| 53     | Yotam Halperin (PG)       | Israele              | Memphis Grizzlies (ceduto a Seattle)             | Olimpija Ljubljana (Slovenia)      |
| 54     | Hassan Adams (SG)         | Stati Uniti          | New Jersey Nets                                  | Arizona                            |
| 55     | Ejike Ugboaja (PF)        | Nigeria              | Cleveland Cavaliers                              | Union Bank Lagos (Nigeria)         |
| 56     | Edin Bavčić (C)           | Bosnia ed Erzegovina | Philadelphia 76ers (ceduto da Toronto via Miami) | ASA BH Telecom (Bosnia Erzegovina) |
| 57     | Loukas Maurokefalidīs (C) | Grecia               | Phoenix Suns (ceduto a Minnesota)                | PAOK Salonicco (Grecia)            |
| 58     | J.R. Pinnock (SG)         | Stati Uniti/ Panama  | Dallas Mavericks (ceduto ai Los Angeles Lakers)  | George Washington                  |
| 59     | Damir Markota (SF)        | Croazia/ Svezia      | San Antonio Spurs (ceduto a Milwaukee)           | Cibona VIP (Croazia)               |
| 60     | Will Blalock (PG)         | Stati Uniti          | Detroit Pistons                                  | Iowa State                         |